# Ваља Каселор (Попешти)
Ваља Каселор (рум. Valea Caselor) насеље је у Румунији у округу Валча у општини Попешти. Oпштина се налази на надморској висини од 286 m.

## Становништво
Према подацима из 2002. године у насељу је живело 79 становника, од којих су сви румунске националности.